# Koreno nad Horjulom
Koreno nad Horjulom este o localitate din comuna Horjul, Slovenia, cu o populație de 110 locuitori.